# Ирландски червен ейл
Ирландският червен ейл (на английски: Irish Red Ale) е стил ирландска бира.
Според класификациите на стиловете бира, ирландският червен ейл е разновидност на бирения стил „Шотладски и ирландски ейл“ (SCOTTISH AND IRISH ALE).
Ирландският червен ейл е бира, която се прави по метода на т.нар. горна ферментация, но понякога се прави като лагер.
Може да съдържа добавки (царевица, ориз или захар). Обикновено съдържа известно количество препечен ечемичен малц за получаване на червеникав цвят и сух препечен финал. За приготвянето му се използват британски или ирландски малц, хмел и дрожди.
Ирландският червен ейл се отличава с кехлибарен до тъмночервен меден цвят, добра прозрачност, и образува неголяма мръсно-бяла до жълто-кафява пяна. Има мек вкус и сладост на карамел малц, понякога с вкус на препечен хляб с масло или карамел. Умерен малцов аромат с нотки карамел.
Алкохолното съдържание варира от 4,0 до 6,0 %.
Освен в Ирландия, ирландският червен ейл е популярен и в други страни и се произвежда и във Великобритания, САЩ, Канада, Мексико и Австралия.

## Търговски марки
Типични търговски марки са: Moling's Irish Red Ale, Smithwick's Irish Ale, Kilkenny Irish Beer, Beamish Red Ale, Caffrey's Irish Ale, Goose Island Kilgubbin Red Ale, Murphy's Irish Red (лагер), Boulevard Irish Ale, Harpoon Hibernian Ale.